# 権杖

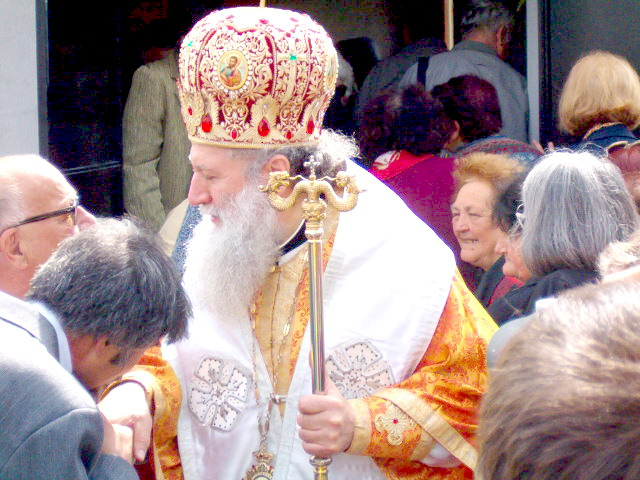
祭服を完装した状態のブルガリア正教会の主教。ミトラ (宝冠)を被り、権杖を持っている。

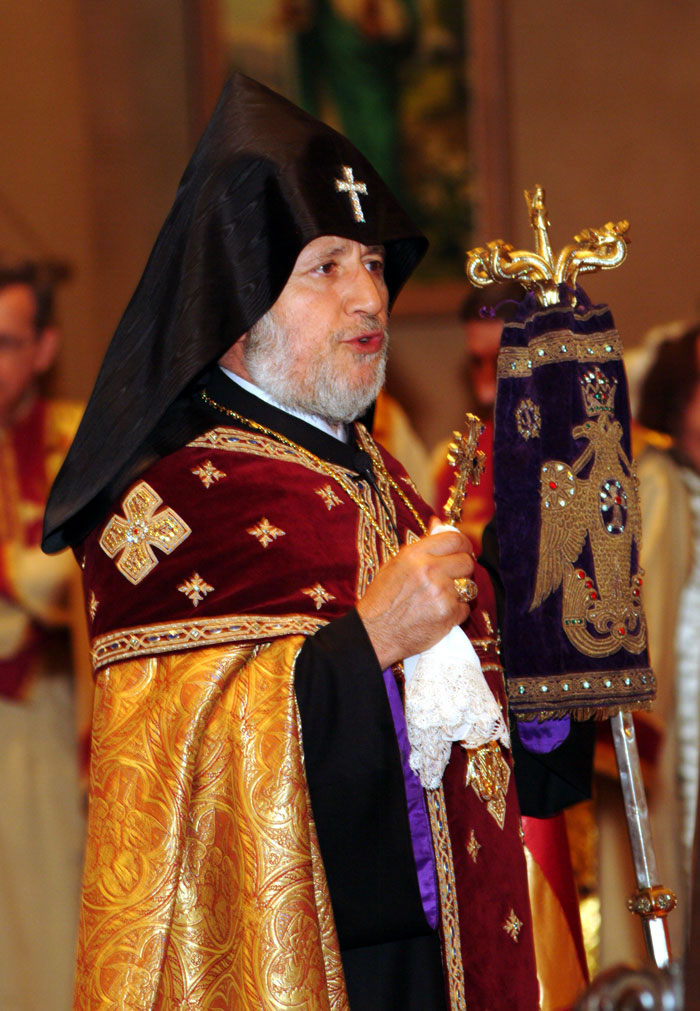
アルメニア使徒教会のカトリコス総主教：ガレギン2世

権杖（けんじょう）とは、正教会・東方諸教会の主教が奉神礼の際に用いる杖。ロシア語の名からジェーズル（жезл）ともジェズルとも呼ばれる。十字架を頂いたT字型のものや、『民数記』（21:8-9）でモーセが旗竿の先に掲げた青銅の蛇にちなんだ、蛇が十字架を中心にからみあった意匠のものが使われる。
高位の修道司祭である掌院も保持する（従って権杖を主教杖・司教杖と呼ぶのは不適切である）が、形状が若干主教のものとは異なっている。
羊飼いの用いる杖に由来するとされる。教区を率いる主教は牧者に喩えられ、教区の信徒は羊に喩えられ、権杖は教区の信徒を護り導く主教の姿の象徴であるとされる。
神品機密において叙聖された新主教は、祭服はその聖体礼儀中にすぐに与えられて身に着けるが、権杖については神品機密のあった聖体礼儀の後に主教職の重みを説かれた後、はじめて与えられる（神品機密は聖体礼儀の中で行われる）。新主教は権杖を渡されてから信徒を祝福することが出来るようになる。主教の祝福が、信徒の司牧と密接な結び付きをもっていることと、深い思慮のうちに行われるものでなければならないことを表している。
奉神礼中においては主教が常に権杖を持っている訳ではなく、堂役（どうえき）が主教に代わって持つように定められている場面が多い。